# Close Your Eyes
Close Your Eyes war eine 2005 gegründete Melodic-Hardcore-/Post-Hardcore-Band aus Abilene in Texas, die bei der US-amerikanischen Plattenfirma Victory Records unter Vertrag stand. Sie löste sich im Jahr 2015 auf.

## Geschichte

### Gründungsphase
Close Your Eyes wurden 2005 von Shayne Reymond (Gesang), Ben Clinard (E-Bass), Brett Callaway (Leadgitarre, Begleitgesang) und Chris Coltman (Schlagzeug) in Abilene im Bundesstaat Texas gegründet. Die Musiker waren zu dieser Zeit Studenten an der privaten baptistischen Hardin-Simmons University.
Die ersten Jahre der Band bestanden hauptsächlich darin eine langlebige Besetzung zu finden. So verließ Clinard die Band bereits nach einem Jahr wieder. Er wurde durch Sonny Vega (E-Bass, Begleitgesang) ersetzt. Zudem stieß mit Andrew Rodriguez (Rhythmusgitarre) ein fünfter Musiker zur Band. Coltman verließ die Gruppe 2007 und wurde durch David Fidler am Schlagzeug ersetzt.

### Erste Veröffentlichungen
2006 veröffentlichte die Gruppe eine Demo mit drei Stücken. Eine erste EP erschien 2008 und wurde nach der Band benannt. 2009 wurde die Band von Victory Records unter Vertrag genommen. Das Jahr 2010 begann für die Band mit einer kurzen Konzertreise mit Miss May I, Abandon All Ships und Us, From Outside, welche durch mehrere Bundesstaaten der USA führte und außerdem ein Konzert in Kanada beinhaltete. Das Labeldebüt, das den Namen We Will Overcome trägt, wurde am 26. Februar 2010 weltweit veröffentlicht. Das Album erhielt überwiegend positive Kritiken und verkaufte sich innerhalb des ersten Jahres, laut Nielsen SoundScan, über 12.000 mal. Noch im selben Jahr verließ Schlagzeuger David Fidler die Band nach drei Jahren wieder. Tim Friesen wurde als neuer Drummer engagiert. Außerdem begann die Gruppe noch die Arbeiten an dem zweiten Album, welches bereits 2011 das Licht der Welt erblicken sollte.
Zwischen dem 2. November 2010 und dem 28. November 2010 war die Gruppe gemeinsam mit The Word Alive und Underoath Vorgruppe für A Day to Remember auf deren USA-Konzertreise. Bereits im Oktober tourte die Band mit As Blood Runs Black, For the Fallen Dreams und Atilla als Vorband für Stick to Your Guns auf deren The Faith in the Untaimed Tour. Im Dezember spielte die Gruppe mit Oh, Sleeper, Lower Than Atlantis und Stray from the Path für Norma Jean auf deren USA-Tour.
Im April 2011 tourten Close Your Eyes mit Terror, Trapped Under Ice, Your Demise und erneut mit Stick to Your Guns. Diese Konzertreise führte erneut durch die Vereinigten Staaten.
Am 24. Oktober 2011 erschien das Album, das den Namen Empty Hands and Heavy Hearts trägt, weltweit. Produzent war Cameron Webb, der bereits mit Silverstein und Alkaline Trio arbeitete. Es stieg auf Platz 137 in den offiziellen US-Charts ein. 2011 spielte die Gruppe auf der Scream the Prayer Tour, unter anderem mit I, the Breather, Texas in July, The Great Commission und The Chariot, sowie auf dem Cornerstone Festival.
Andrew Rodriguez verließ im Jahr 2011 die Band kurzzeitig, kehrte 2012 jedoch wieder als aktiver Musiker zurück. Mit Frontsänger Shane Raymond verließ im März 2012 ein weiteres Gründungsmitglied die Band, weswegen die Gruppe eine Konzertreise mit Comeback Kid absagen musste. Er wurde kurzzeitig durch Mikey Sawyer ersetzt. Sawyer stellte lediglich eine Interimslösung dar. Seit Mitte 2012 ist Sam Ryder Robinson Sänger der Band. Am 2. Juni 2012 spielte Close Your Eyes ein Konzert mit Less Than Jake, A Wilhelm Scream und We Came as Romans in der kolumbianischen Hauptstadt Bogotá. Außerdem spielte die Gruppe mit Protest the Hero in Argentinien, Chile und Brasilien.

### Drittes Album

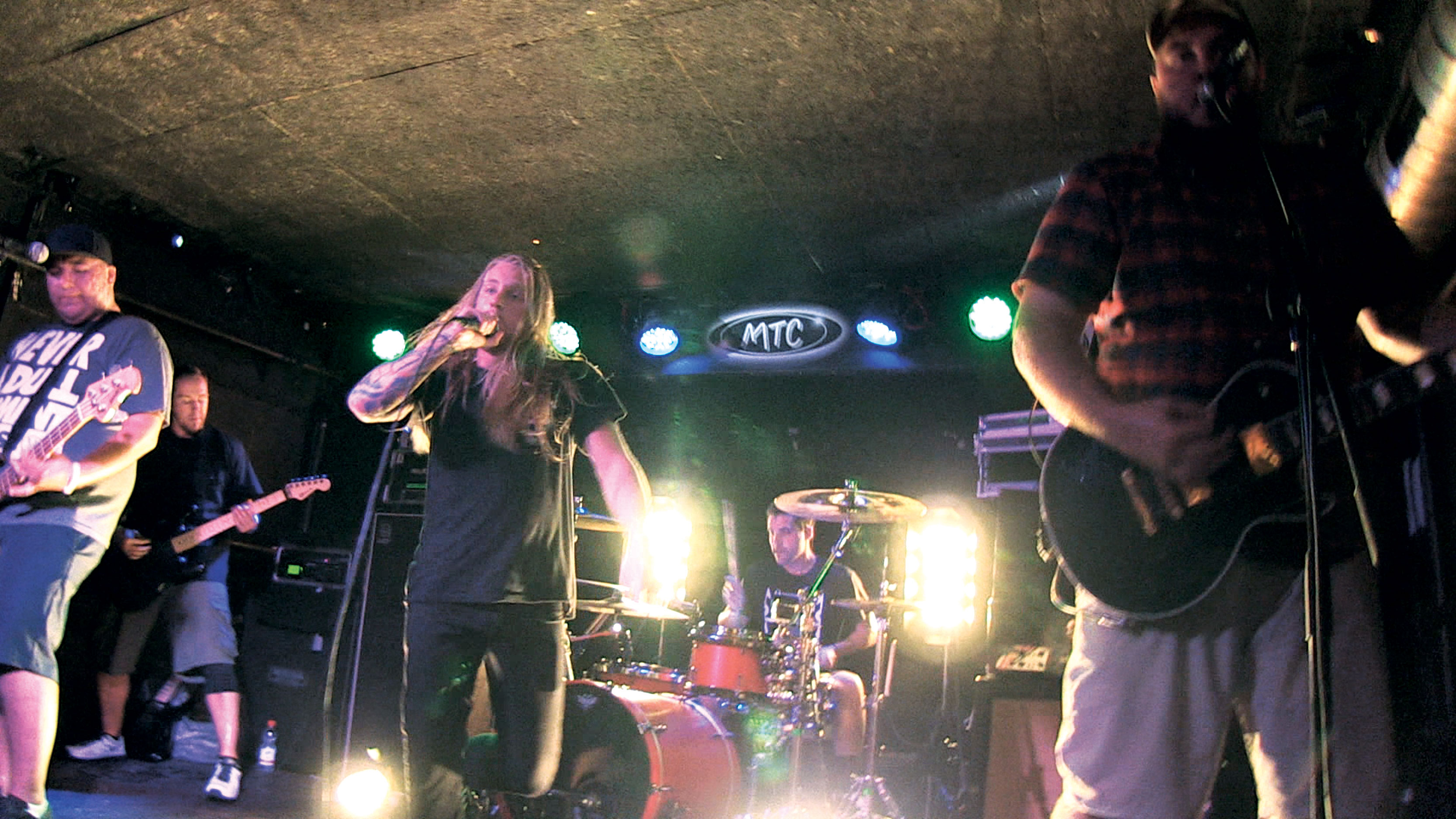
Close Your Eyes in Köln (2013)

Im November 2012 wurde bekannt, dass Close Your Eyes an ihrem dritten Studioalbum arbeiten. Es wurde bekannt, dass das Album am 29. Oktober 2013 erscheinen soll. Der Titel des Albums ist Line in the Sand. Im September 2013 tourte die Gruppe erstmals durch Europa. Die Auftritte fanden in Deutschland, Schweden, Belgien, in den Niederlanden, Norwegen, Dänemark, in der Schweiz, Österreich, Ungarn und Slowenien statt. Inzwischen ist Jordan Hatfield Schlagzeuger der Band, nachdem Friesen diese im Jahr 2011 verließ.
Line in the Sand wurde am 29. Oktober 2013 weltweit veröffentlicht. Nur wenige Tage vor der Veröffentlichung wurde das Album auf mehreren Musikwebseiten, darunter Alternative Press, online als Stream angeboten. Ende Oktober tourte die Gruppe mit Gideon und Sworn In durch Texas, Arizona, Nevada und Kalifornien. Im November folgen Auftritte in Illinois, Montana, Indiana, Louisiana, Georgia, Ohio, Tennessee, Alabama und Texas.

## Diskografie

### Demos
- 2006: 3-Track-Demo

### EPs
- 2008: Close Your Eyes

### Alben
- 2010: We Will Overcome (Victory Records)
- 2011: Empty Hands and Heavy Hearts (Victory Records)
- 2013: Line in the Sand (Victory Records)